# Terremoto di Diano Marina del 1887
Il terremoto di Diano Marina colpì la località e i dintorni il 23 febbraio 1887, provocando danni estesi anche a zone distanti dall'epicentro. È stato il sisma più disastroso mai avvenuto in Liguria in epoca storica.

## Storia
La prima scossa giunse alle 6:22 e fu seguita da un'altra alle 6:29 e da una terza alle 8:51, quest'ultima di particolare intensità. Dopo la prima scossa gli abitanti erano fuggiti dalle case; non si erano ancora avuti i danni maggiori e molti tornarono nelle abitazioni a raccogliere i loro averi. Sopraggiunsero allora le due scosse maggiori (la più forte di magnitudo 6,5) che rasero al suolo quasi tutto e provocarono un'ecatombe. A Diano Marina non rimase una sola casa intatta: un terzo del paese era totalmente raso al suolo; le vittime vennero calcolate inizialmente a 300 e successivamente a 500. Terminati i soccorsi, le vittime totali del sisma risulteranno 644, la maggior parte delle quali (220) a Bajardo, sepolte dal crollo della volta di una chiesa, affollata quel giorno per la celebrazione del mercoledì delle ceneri.
I soccorsi immediati furono insufficienti. Dalla casa del sindaco dianese Ardizzone si fece una prima distribuzione di pane per i sopravvissuti. Sul luogo arrivarono subito il generale del Regio Esercito Maurizio Gerbaix de Sonnaz, il maggiore dei Carabinieri Reali e l'ingegner Normand, del Genio Civile. I lavori di salvataggio furono intrapresi da due Compagnie del Quattordicesimo Fanteria, che estrassero numerosi cadaveri dalle rovine. In mancanza di soccorsi, di medicamenti, di medici (era presente il solo medico di Diano), il cimitero era colmo di cadaveri, accatastati gli uni sugli altri, i feriti erano portati su vagoni ferroviari e si sperava nel prossimo arrivo di una compagnia del Genio. Giunsero in loco i deputati Antonio Capoduro e Vincenzo Massabò; tra i giornalisti erano presenti solo quelli de Il Secolo XIX e Amato dell'Epoca Democratica. Nei giorni successivi i sismologi Giuseppe Mercalli e Torquato Taramelli furono inviati dal ministro Bernardino Grimaldi sui luoghi del sisma per raccogliere dati sull'evento; proprio l'analisi della situazione catastrofica trovata in Liguria fu d'ispirazione per Mercalli per l'elaborazione dell'omonima nuova scala, più complessa e completa, per la valutazione dei danni provocati da un sisma. La stessa sarà pubblicata nel 1902. 
Tra i vari soccorritori spiccò l'intervento del tenente dei Carabinieri Reali conte Luciano Vittorio Emanuele Francesco Ponci (Parma, 1862 - Milano, 1931), in servizio presso la Legione CC. di Torino, per quest'evento decorato con Medaglia d'Argento al Valor Civile (Regio Decreto del 9 febbraio 1888), la cui motivazione recita: "In data 23 febbraio 1887 adoperandosi in Diano Marina con manifesto rischio della vita in soccorso delle persone pericolanti tra le macerie di case rovinate dal terremoto che desolò la Liguria Occidentale".
Inoltre, in uno dei suoi tanti soggiorni a Nizza, in quel 23 febbraio 1887 il filosofo Friedrich Nietzsche si trovava in città. Quella stessa sera egli uscì a passeggiare, ove potè vedere i danni e le macerie causati dal terremoto. 
Tra gli edifici distrutti vi fu la chiesa parrocchiale di Sant'Antonio Abate, dove proprio il giorno prima il pittore savonese Lazzaro De Maestri aveva completato i suoi affreschi. La scossa di terremoto venne avvertita fino a Montpellier a ovest, fino a Basilea a nord e fino alla Sardegna settentrionale a sud. A Torino si registrarono tremori alla Mole Antonelliana, al tempo ancora in costruzione. I danni furono rilevati dal geologo italiano Arturo Issel nel dipartimento delle Alpi Marittime fino al paese di Clans, nella valle del fiume Tinea; vi furono danni rilevanti a Grasse e le scosse furono poco sentite tra Villefranche-sur-Mer e Beaulieu-sur-Mer, mentre Castiglione e Mentone furono gli unici centri che subirono danni gravi.
Si verificò anche un maremoto, con onde alte fino a quattro metri ad Alassio dopo che il mare si era ritirato di ben 30 metri dalla costa tra Mentone e Albissola Marina, provocando danni.
Il totale degli sfollati nell'area colpita fu calcolato in circa 20.000. Secondo la legge del 31 maggio 1887, emanata dal governo Depretis VIII, i comuni colpiti furono 106 nell'attuale provincia di Imperia e 37 nell'attuale provincia di Savona, per un danno economico totale di 15.409.842 lire (esclusi otto comuni).

## Elenco parziale dei centri danneggiati

### Provincia di Porto Maurizio

#### Circondario di Porto Maurizio
- Porto Maurizio: alcune case crollate; un morto e 8 feriti.
- Aurigo: 10 morti e un ferito.
- Cervo: un morto e 4 feriti.
- Pantasina: un morto e 3 feriti.
- Diano Castello: 32 morti e 15 feriti.
- Diano Marina: un terzo delle case abbattute; 190 morti e 102 feriti.
- Oneglia: molte case crollate; 20 morti, tra i quali un soldato, e 25 feriti, tra i quali 10 soldati e 3 carabinieri.
- Piani: un ferito.
- Valloria: un morto e 3 feriti.
- Villatalla: un morto e 5 feriti.

#### Circondario di Sanremo
- Apricale: sette feriti, ridotto a stuolo di macerie, senza vittime, essendo gli abitanti in quel momento usciti di casa per il viatico.
- Bajardo: allora di 1 700 abitanti, con 226 morti, quasi tutti (224) rimasti sepolti nel crollo della chiesa, e 60 feriti.
- Bussana: 53 morti e 27 feriti; fu ridotta in macerie e venne ricostruita a valle come Bussana Nuova.[13]
- Camporosso: un ferito.
- Castellaro: 38 morti e 65 feriti.
- Castelvittorio: cinque morti e due feriti.
- Ceriana: cinque morti e 12 feriti
- Coldirodi: due feriti.
- Molini di Triora: molti danni.
- Montalto Ligure: un morto e sei feriti; il paese fu completamente distrutto.
- Pompeiana: cinque morti e sette feriti.
- Taggia: otto morti e cinque feriti.
- Triora: due morti e sei feriti.
- Vallecrosia: due morti e cinque feriti.
- Ventimiglia: nessuna vittima, ma moltissimi danni ad abitazioni e fabbricati.

### Provincia di Genova

#### Circondario di Albenga
- Albenga: tre feriti.
- Alassio: quattro morti e tre feriti.
- Andora: due morti e 16 feriti[3].
- Bardino Nuovo: un ferito.
- Campochiesa: due feriti.
- Finalborgo: sette feriti.
- Finalmarina: un ferito.
- Finalpia: due morti e un ferito.
- Pietra Ligure: tre feriti.

#### Circondario di Savona
- Savona: diverse case crollate, 10 morti, 15 feriti di cui 4 gravi; negozi chiusi, municipio e sottoprefetto radunati nel giardinetto pubblico.
- Albissola Marina: tre morti e 10 feriti.
- Albisola: alcune case crollate, 2 morti.
- Altare: crollato il campanile dell'oratorio di San Sebastiano.
- Cogoleto: un ferito.
- Loano: danneggiato il tetto del duomo, che verrà poi abbattuto e ricostruito in forma di cupola.
- Noli: 16 morti e 17 feriti, crollarono varie case.
- Quiliano: danneggiato uno dei campanili della chiesa del S.S. Salvatore, in località Valleggia.
- Urbe: danneggiata la chiesa di San Giacomo il Maggiore, nella frazione di Martina Olba.
- Vado Ligure: un ferito.
- Vezzi Portio: un morto e un ferito.

## Francia
- Mentone: nessuna vittima, gravi danni alle abitazioni.
- Castillon: due vittime, paese distrutto e ricostruito più in basso.
- La Bollène-Vésubie: due vittime.
- Entrevaux: una vittima in frazione Saint-Pierre, lievi danni.
- Le Bar-sur-Loup: due vittime, gravi danni ad alcune abitazioni.
- Nizza: due vittime, distrutta la scuola materna del quartiere Saint-Etienne e particolarmente colpita la città vecchia.
- Marsiglia: una vittima e lievi danni agli edifici più vecchi.

## Galleria d'immagini

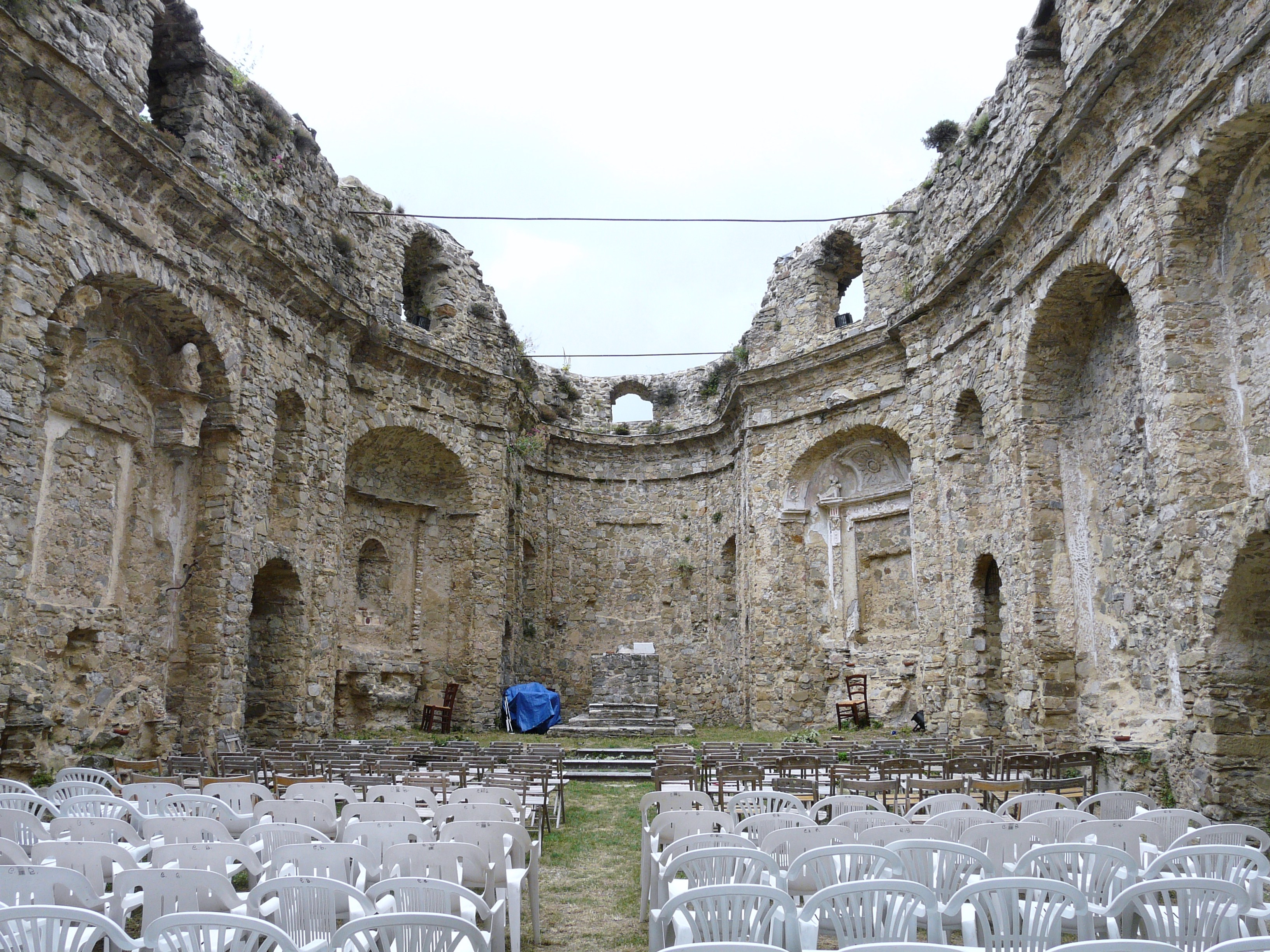
I ruderi della chiesa di San Nicolò di Bajardo danneggiata dal sisma
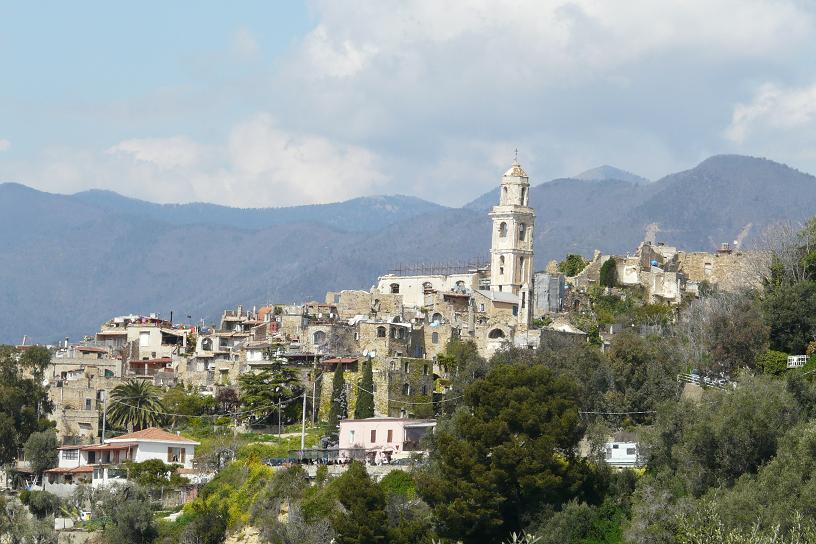
Il borgo di Bussana Vecchia